# Audrey Mika
Audrey Mika Armacost (nascida em 28 de julho de 2000), conhecida profissionalmente como Audrey Mika, é uma cantora e compositora americana.

## Vida
Audrey Mika Armacost cresceu em Oakland, Califórnia, ouvindo artistas de jazz como Ella Fitzgerald e Louis Armstrong.
Antes de iniciar sua carreira musical, Mika dançou competitivamente por 14 anos até desistir em 2018, quando passou a dedicar-se à música.
Ela postou seu primeiro vídeo no YouTube aos 15 anos.

## Carreira
Mika lançou seu primeiro álbum de estúdio, Are We There Yet, em setembro de 2018, pela Spinnup. Após este lançamento, ela começou a postar covers de músicas de artistas como Billie Eilish e Ariana Grande no YouTube usando um microfone de brinquedo de seu quarto. Seu segundo álbum de estúdio, Level Up, foi um esforço pop feito inteiramente com o GarageBand e lançado em fevereiro de 2019. Em junho de 2019, ela lançou o single "YU Gotta Be Like That", que se tornou viral na plataforma de compartilhamento de vídeo TikTok.
Seu primeiro EP, 5 AM, foi lançado em fevereiro de 2020 pela RCA Records. Em abril de 2020, ela lançou um remix de "YU Gotta Be Like That" com os vocais do rapper Kyle, junto com um videoclipe para a faixa. Ela apareceu como vocalista ao lado de Tate McRae em um remix da canção de Saygrace, "Boys Ain't Shit", lançado em abril de 2020. O remix gerou um videoclipe, filmado por cada um dos cantores remotamente em casa. Ela lançou o single "Just Friends" em maio de 2020, posteriormente lançando um videoclipe. Em setembro de 2020, ela lançou o single "Red Gatorade". Sua colaboração com o DJ americano Gryffin, "Safe With Me", foi lançado em novembro de 2020.

## Arte
Mika listou Ariana Grande, Imagine Dragons e MARINA como influências em sua música durante sua infância, e listou Jhené Aiko, Dominic Fike, Omar Apollo e Daniel Caesar como influências também.

## Discografia

### Álbuns

#### Álbuns de estúdio
| Título           | Detalhes                                                                                 |
| ---------------- | ---------------------------------------------------------------------------------------- |
| Are We There Yet | - Lançado: 3 de setembro de 2018 - Gravadora: Auto-lançado - Formato: download digital   |
| Level Up         | - Lançado: 28 de fevereiro de 2019 - Gravadora: Auto-lançado - Formato: download digital |

### EPs
| Título | Detalhes                                                                    |
| ------ | --------------------------------------------------------------------------- |
| 5 A.M. | - Lançado: 7 de fevereiro de 2020 - Rótulo: RCA - Formato: download digital |